# John Nelson (natation)
Pour les articles homonymes, voir John Nelson et Nelson.
John Mauer Nelson, né le 8 juin 1948 à Chicago (Illinois), est un nageur américain des années 1960, spécialisé dans la nage libre. 

## Carrière
John Nelson remporte trois médailles olympiques lors des Jeux olympiques d'été de 1968 à Mexico dont une en or au relais 4 × 200 m nage libre et une en bronze sur le 200 m nage libre lors des JO de 1968, et une en argent au 1 500 m nage libre lors des JO de 1964. Enfin, le 18 août 1966, il bat le record du monde du 400 m nage libre grand bassin avec un temps de 4 min 11 s 6.